# 須田裕美子
須田 裕美子（すだ ゆみこ、1953年 - ）は、日本のアニメーター、アニメ演出家、アニメ監督。埼玉県出身。亜細亜堂所属。

## 略歴・人物
Aプロダクションに入社後、東京ムービー作品で作画・動画を担当。その後、芝山努らが立ち上げた亜細亜堂に移り、長く在籍した。以後は演出としての活動が主となる。代表作は『ちびまる子ちゃん』（監督）。
『ちびまる子ちゃん わたしの好きな歌』を監督した際は作者であるさくらももこから何度もリテイクを求められたほか、スズランを冬の花と勘違いしてさくらから却下されたという逸話がある。
1980年代当時では珍しかった女性アニメーション演出家の一人であった。『ハッピーカムカム』を最後に目立った活動はなく、2022年現在、アニメ業界から引退しているものと見られる。

## 参加作品

### テレビアニメ
- 赤胴鈴之助（1972年）動画
- 柔道讃歌（1974年）作画
- はじめ人間ギャートルズ（1974 - 1976年）動画
- ガンバの冒険（1975年）動画
- 元祖天才バカボン（1975 - 1977年）動画
- 家なき子（1977 - 1978年）動画
- まんが日本昔ばなし（1978 - 1993年）演出・作画
- 新・ど根性ガエル（1981年）原画
- うる星やつら（1981 - 1986年）演出
- 怪物くん（1982年）絵コンテ
- ドラえもん（1982年）絵コンテ
- チックンタックン（1984年）絵コンテ・演出
- おねがい!サミアどん（1985 - 1986年）演出
- 魔法のスターマジカルエミ（1985 - 1986年）作画監督
- 光の伝説（1986年）作画監督
- きまぐれオレンジ☆ロード（1987 - 1988年）絵コンテ・演出
- おそ松くん（新）（1988 - 1989年）オープニングアニメーション作画、作画監督
- ちびまる子ちゃん（第1期：1990 - 1992年、第2期：1995 - 2007年、2013年）監督[2]・脚本・絵コンテ・演出[3]
- さくらももこ劇場 コジコジ（1997年 - 1999年）絵コンテ・演出
- ぷるるんっ!しずくちゃん（2007年）絵コンテ
- ぷるるんっ!しずくちゃん あはっ☆（2007年 - 2008年）絵コンテ
- のらみみ2（2008年）絵コンテ
- クプ〜!!まめゴマ!（2009年）絵コンテ
- はなかっぱ（2010年）絵コンテ・演出
- ふるさと再生 日本の昔ばなし（2012年）「浦島太郎」「うれし、めでたや、ありがたや」キャラクターデザイン・絵コンテ・演出・作画[4]

### 劇場アニメ
- パンダコパンダ（1972年）動画
- パンダコパンダ 雨ふりサーカスの巻（1973年）動画
- がんばれ!!タブチくん!!（1979年）原画
- がんばれ!! タブチくん!! 第2弾 激闘ペナントレース!!（1980年）原画
- がんばれ!! タブチくん!! 初笑い第3弾 あゝツッパリ人生!!（1980年）原画
- ドラえもん のび太の恐竜（1980年）動画
- まことちゃん（1980年）原画
- ドラえもん のび太のパラレル西遊記（1988年）原画
- ちびまる子ちゃん（1990年）監督・絵コンテ
- ちびまる子ちゃん わたしの好きな歌（1992年）監督・絵コンテ
- ハッピーカムカム（2015年、アニメミライ作品、TARAKOが原案・脚本を担当）監督・絵コンテ・演出